# Stavoznak

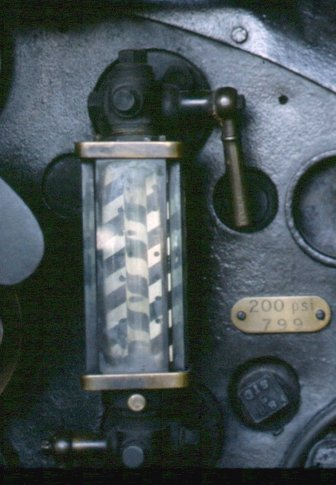
Vodoznak

Stavoznak nebo vodoznak je zařízení, kterým se sleduje výška vody v parním kotli, jiné uzavřené nádobě nebo v systému potrubí. Pracuje na principu spojených nádob. Původně to byla skleněná trubka, spojená s nádobou pod a nad předpokládanou hladinou. Později byl používán výrazně bezpečnější Klingerův vodoznak.
Na správné funkci vodoznaku závisí bezpečnost provozu kotle. Proto byly kotle ze zákona vybaveny dvěma nezávislými vodoznaky.
Z bezpečnostních důvodů jsou nad a pod každým vodoznakem umístěny uzavírací kohouty. Vodoznaky kotlů musejí mít také zkoušecí kohout, který umožňuje vypouštět vodu z vodoznaku a tak zkoušet jeho funkci, zvláště průchodnost horního i dolního spojení s kotlem. Dalším bezpečnostním prvkem u trubkových vodoznaků byla kulička ve funkci bezpečnostního ventilu. V případě prasknutí vodoznaku kulička stržená proudem vody uzavřela vodoznak.
Obdobné zařízení pro kontrolu oleje zejména v převodovkách se nazývá olejoznak.

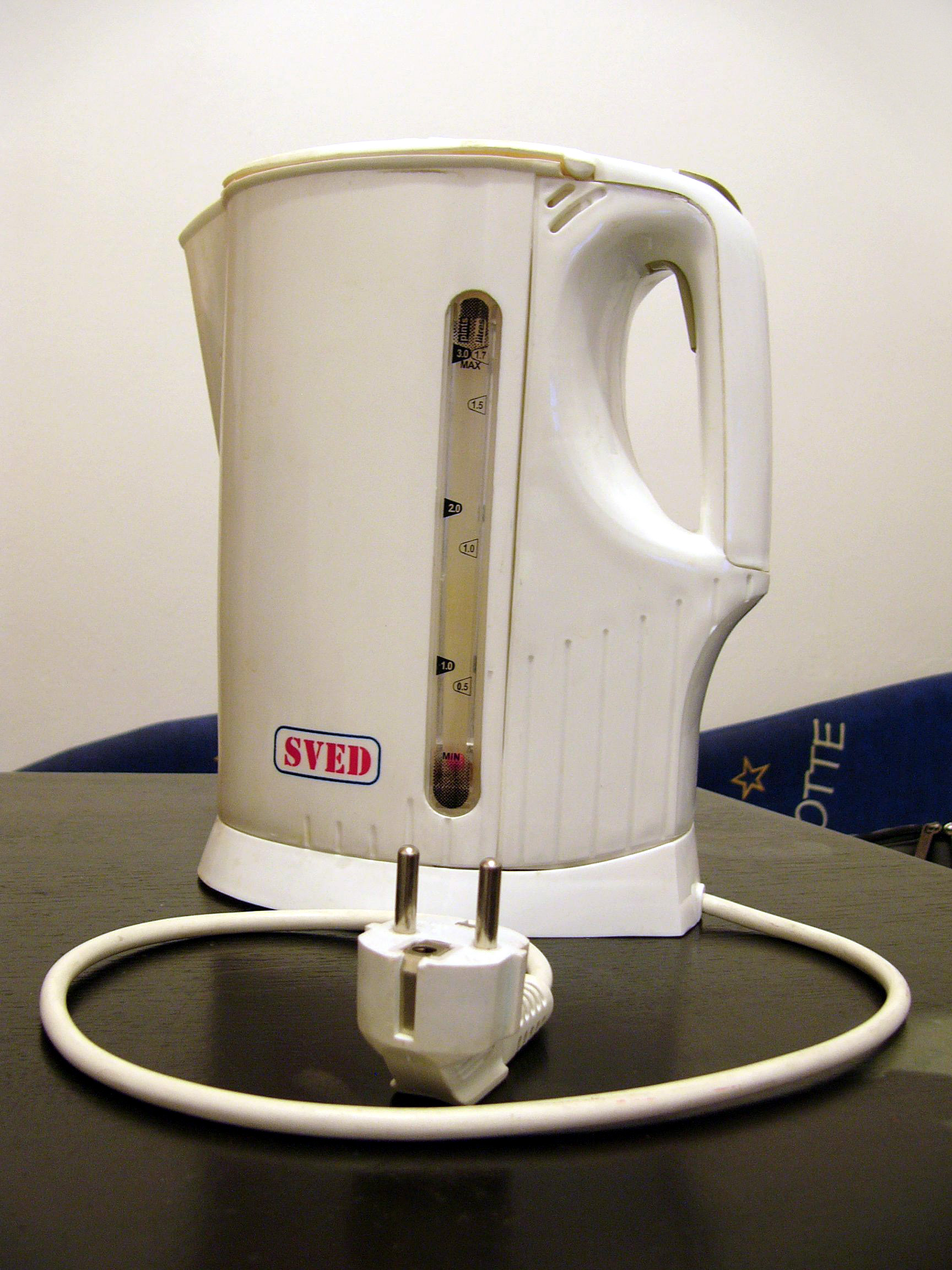
Elektrická varná konvice s vodoznakem